# Alfredo Evangelista
Alfredo Evangelista, soprannominato La Lince di Montevideo (The Lynx of Montevideo) (Montevideo, 3 dicembre 1954), è un ex pugile uruguaiano naturalizzato spagnolo.
Fu campione europeo in due occasioni (1977-1979 e 1987). Nei suoi assalti al titolo mondiale è stato invece sconfitto da Muhammad Ali nel 1977 e Larry Holmes nel 1978.

## Carriera
Conseguì una striscia iniziale di 14 incontri senza sconfitte, contro avversari di buon livello. Batté al Palacio de los Deportes di Madrid, tra gli altri, il trevigiano Bepi Ros (ai punti), l'ex Campione europeo José Manuel Urtain (Kot al quinto round) e il bresciano Mario Baruzzi (Kot al quarto round).
Perse l'imbattibilità, dai pugni di Lorenzo Zanon, il 4 aprile 1977, a Bilbao, ai punti in 8 riprese. Tre mesi dopo, al Capital Centre di Landover, costrinse Muhammad Ali a combattere tutti e 15 round per ottenere una vittoria ai punti, in un match con il titolo mondiale in palio. 
Conquistò il titolo europeo dei pesi massimi il 9 settembre 1977, al Palacio de los Deportes di Madrid, battendo il francese Lucien Rodriguez per Kot all'undicesimo round. Difese il titolo, tra gli altri, battendo a Bologna il trentottenne Dante Canè, per Ko al quarto round in quello che fu l'epilogo della lunga carriera del pugile bolognese. 
Tentò nuovamente la scalata al titolo mondiale, il 10 novembre 1978, al Caesars Palace di Las Vegas, contro Larry Holmes, da cui fu sconfitto per Ko al settimo round.
Dopo quattro vittoriose difese, perse il titolo europeo ancora per mano di Lorenzo Zanon, il 18 aprile 1979, sul ring di Torino, ai punti in 12 riprese. Tentò di rientrare nel "giro" mondiale affrontando l'ex Campione del mondo Leon Spinks, il 12 gennaio 1980 ad Atlantic City, ma fu sconfitto per KO al quinto round.
Vano fu anche il suo primo tentativo di riconquistare il titolo europeo il 7 giugno 1982, a Parigi. Stavolta, infatti, il francese Rodriguez ebbe la meglio su di lui, mantenendo ai punti la cintura continentale, di cui nel frattempo, si era impossessato. 
A trentatré anni, venne però designato per l'attribuzione del titolo europeo allora vacante, contro l'olandese Andre van den Oetelar. L'8 gennaio 1987, a Bilbao, riuscì nell'impresa, battendo l'avversario per Kot alla quinta ripresa. Fu poi costretto a cedere la cintura alla prima difesa, a Copenaghen, al pugile danese Anders Eklund, per KO al settimo round, in quello che fu uno degli ultimi incontri della carriera.